# Club sportif hilalien
 (août 2024).
Si vous disposez d'ouvrages ou d'articles de référence ou si vous connaissez des sites web de qualité traitant du thème abordé ici, merci de compléter l'article en donnant les références utiles à sa vérifiabilité et en les liant à la section « Notes et références ».
Maillots
Le Club sportif hilalien (arabe : النادي الرياضي الهلالي), plus couramment abrégé en CS hilalien, est un club tunisien de football fondé en 1946 et basé dans la ville de Ksar Hellal.
Le CSH évolue durant la saison 2022-2023 en Ligue III.

## Écusson

Logo ancien.
Logo actuel.

## Personnalités

### Présidents
- Wassim Fadhloun

### Entraîneurs
- Mohamed Ameur Hizem